# Populus adenopoda
Populus adenopoda är en videväxtart som beskrevs av Carl Maximowicz. Populus adenopoda ingår i släktet popplar, och familjen videväxter. Utöver nominatformen finns också underarten P. a. platyphylla.